# Eutolype rolandi
Eutolype rolandi är en fjärilsart som beskrevs av Augustus Radcliffe Grote 1874. Eutolype rolandi ingår i släktet Eutolype och familjen nattflyn. Inga underarter finns listade i Catalogue of Life.